# Matthias Klausener
Matthias Klausener (* 11. November 1962 in Basel) ist ein Schweizer Schauspieler.

## Leben
Klausener besuchte in den Jahren 1982 bis 1984 die Schauspielschule Becher in Zürich. Davor war er 12 Jahre an der Rudolf-Steiner-Schule Basel und besuchte danach die Basler Handelsschule Huber Widemann. In Deutschland war er u. a. am Landestheater Dinkelsbühl, am Reutlinger Theater, an der Landesbühne Rheinland-Pfalz, am Kleinen Theater Bad Godesberg, am Meininger Staatstheater sowie bei den Burgfestspielen Bad Vilbel engagiert. In der Schweiz wirkte er als Schauspieler u. a. am Städtebundtheater Biel-Solothurn, am Stadttheater Chur, am Theater Fauteuil, der Helmut Förnbacher Theater Company, am Theater Basel sowie am Theater an der Effingerstrasse in Bern. Klausener hat als Schauspieler in deutschen Fernsehfilmen mitgewirkt: Franta (1989), Der Showmaster(1993), Cherie, mein Mann kommt (1994) u. a., sowie in Hörspielen des Schweizer Radios mitgewirkt. Er gab immer wieder Lesungen mit Klassischen Balladen und produzierte eine eigene CD (Schläft ein Lied in allen Dingen).
Im Jahr 1995 war er Mitbegründer der Gruppe „Freies Schauspiel Basel“, für die er Aufführungen produzierte. Er führte Regiearbeiten und war 16 Jahre Obmann des Schweizerischen Bühnenkünstler- und Bühnenkünstlerinnenverbandes (Freischaffende, Region Basel). Nach einem schweren Verkehrsunfall 2000 studierte Klausener an der Zürcher Hochschule Kulturmanagement und schloss 2004 erfolgreich ab. Er arbeitete als Theaterleiter (Scala Basel) und Publizist (Stadtführer für Basler und Nichtbasler, Der Freiberger, PNW aktuell). Klausener startete ab 2007 eine zweite Karriere im Parasport als Dressurreiter und war viele Jahre im Kader des Schweizer Teams. Er arbeitet auch als Theaterpädagoge (Volkshochschule Wehr, Musikakademie Basel und Schauspielschule Basel) und Reittherapeut (Lizenz SVPS, Kadermitgliedschaft Parasport, Diplom am Deutschen Institut für Reittherapie in Konstanz) bei sich zuhause in Seewen SO. Klausener war einige Jahre Vizepräsident des Vereins „Pferdesport Handicap Schweiz“.
Matthias Klausener ist verheiratet mit Bettina Koepp-Klausener und Vater von drei Kindern. Er ist Hausmann und war Gemeinderat in Seewen SO sowie Kantonsrat-Kandidat (für die GLP Solothurn). Ab 2018 startete Matthias Klausener seine zweite Karriere als gereifter Charakter-Schauspieler, vor allem als Protagonist bei der Helmut Förnbacher Theater Company im Badischen Bahnhof Basel, aber auch im Fernsehen SRF Zürich und an der Goetheanum Bühne in Dornach.

## Publikationen
- Matthias Klausener / Büro für Kultur (Hrsg.): Basel: der Stadtführer für Basler und Nichtbasler. Spalentor Verlag, Basel 2007, ISBN 3-908142-29-6.